# Northland Rugby Union
Pour les articles homonymes, voir Northland.
Maillots
Actualités
Dernière mise à jour : 7 août 2025.
 Northland Rugby Union  est une fédération de rugby à XV néo-zélandaise. Son équipe fanion participe au championnat des provinces (NPC). Elle est basée à Whangarei et joue ses matchs à domicile au Okara Park.

## Histoire
Fondée en 1920 sous le nom de North Auckland Rugby Union, elle prend l'appellation de Northland en 1994.

## Palmarès
- Ranfurly Shield : 1950, 1960, 1971, 1978 (14 défenses victorieuses au total).

## Effectif 2025
| Piliers - Chris Apoua (en) - Esile Fono - Ricki Heremaia - Jordan Lay - Marcel Renata (en) - Olly Ryan - Coree Te Whata-Colley (en) - Ofa Tu'ungafasi Talonneurs - Jordan Hutchings - Matt Moulds (en) - James Mullan (en) Deuxièmes lignes - Sam Caird (en) - Allan Craig (en) - Liam Hallam-Eames (en) - Darcy Holwell | Troisièmes lignes - Jake Heenan (en) - Lachlan Hooper - Matt Letoga - Simon Parker (en) - Terrell Peita - Rob Rush (en) - Zac Shanks Demis de mêlée - Marley Murphy - Sam Nock (en) - Josh Renton (en) Demis d'ouverture - Rivez Reihana (en) - Jade Stewart | Centres - Corey Evans (en) - Quinton Nichols - Reesjan Pasitoa (en) - Hoani Reid - Reuben Stewart Ailiers-arrières - Solomon Alaimalo (en) - Kiwi Duncan - Brady Rush (en) - Nathan Salmon - Jordan Trainor (en) - Guy-Visachi Waerehu |